# Stenus phyllobates
Stenus phyllobates – gatunek chrząszcza z rodziny kusakowatych i podrodziny myśliczków (Steninae).
Gatunek ten został opisany w 1901 roku przez Karla Alfonsa Penecke.
Chrząszcz o ciele długości od 3,5 do 4 mm. Jego głowę cechuje wypukłe pośrodku i wklęsłe po bokach czoło. Przedplecze jest u niego o ¼ dłuższe niż szersze. Powierzchnia przedplecza i pokryw jest punktowana trochę rzadziej niż u S. vastus i mniej szorstko. Szew pokryw jest co najwyżej nieco krótszy niż przedplecze. Pokrywy są słabiej niż u S. vastus spłaszczone i mają słabo widoczne wgniecenia wzdłuż szwu i za barkami. Początkowe tergity odwłoka mają pojedyncze krótkie, podłużne listewki pośrodku części nasadowych. Obrys odwłoka jest ku tyłowi co najwyżej nieznacznie zwężony. Odnóża mają barwę czarną z brunatnymi udami Krótkie tylne stopy są niewiele dłuższe niż połowa goleni. Czwarty człon stóp cechuje nie ma sercowatego wcięcia.
Owad palearktyczny, górski, znany z Karpat Wschodnich i południowo-wschodnich Alp. W Polsce znany tylko z Bieszczadów, gdzie zasiedla wilgotne miejsca na połoninach trawiasto-borówkowych.